# Казначейский Лиман
Казначейский Лиман — озеро в пойме Днепра, расположенное на территории Херсонского района (Херсонская область, Украина). Площадь — 1,7 км². Тип общей минерализации — пресное. Происхождение — пойменное. Группа гидрологического режима — сточное.
Расположено в границах Нижнеднепровского национального природного парка.

## География
Длина — 2 км, ширина наибольшая — 1 км. Глубина наибольшая — 1,5 м. Прозрачность — до 1 м. Котловина овальной формы, вытянутая с северо-востока на юго-запад. Берега низменные, заболоченные, поросшие ивняком. Берега озера служат местом отдыха.
Казначейский Лиман расположен в пойме Днепра. В озеро впадают протоки Безымянная и Камениха. Протоками сообщается с озёрами Подстепной лиман и Лиман Фролова. Озёра и протоки Днепра образовывают речные острова. Южнее озера расположены садово-дачные участки — между сёлами Крынки и Корсунка.
Питание за счёт водообмена с Днепром. Минерализация воды — до 200 мг/л. Зимой замерзает. Дно устлано слоем чёрного ила.

## Природа
Вдоль берегов заросли прибрежно-водной растительности (тростник обыкновенный, камыш озёрный, рогоз узколистный, рдест, элодея канадская,). Встречаются редкие (краснокнижные) виды растений (рогульник плавающий, сальвиния плавающая).
Казначейский Лиман — место нереста промысловых видов рыб (лещ, судак); водятся карась, лещ, судак.